# Puerta Celimontana

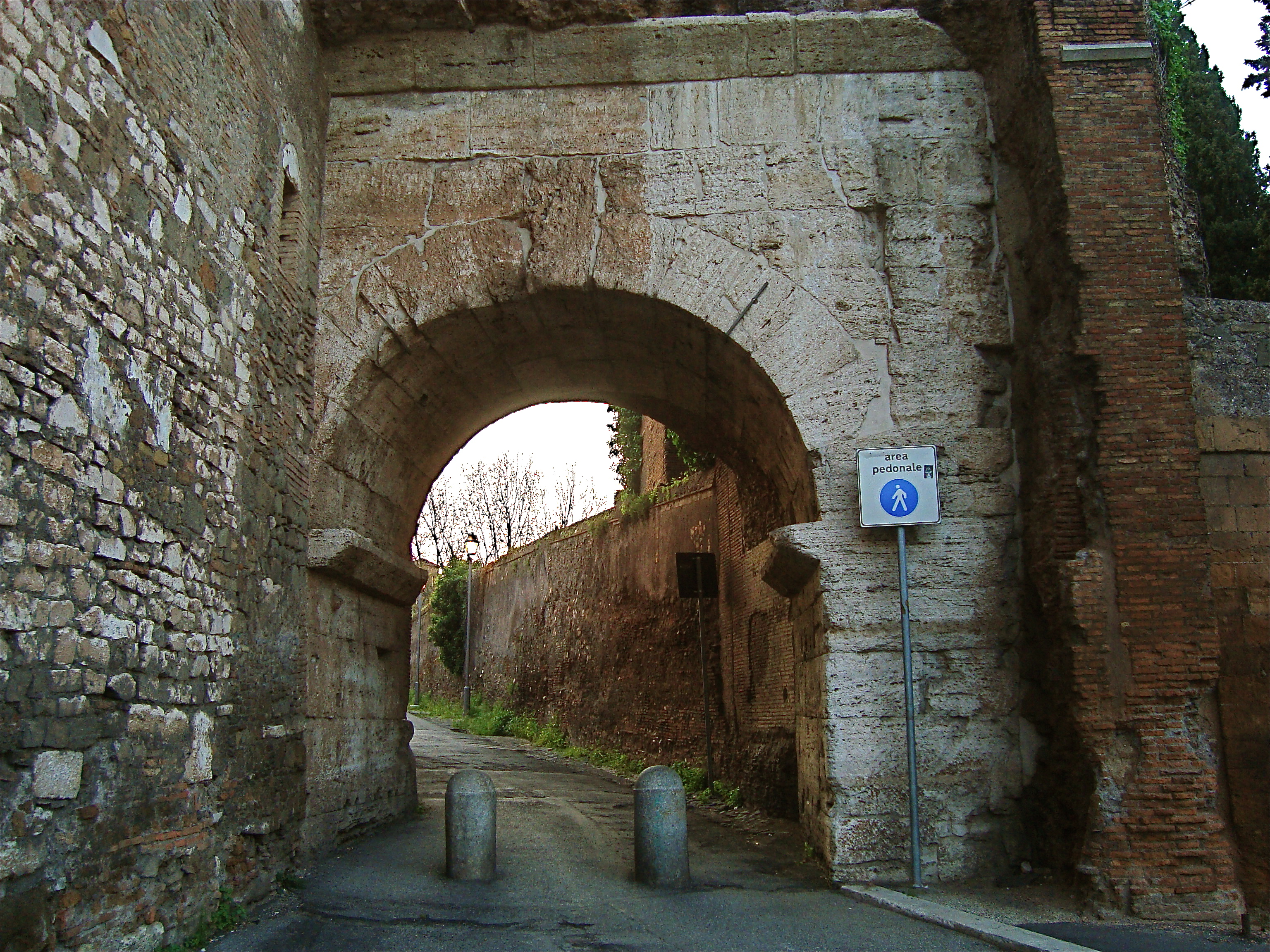
La Puerta Celimontana reconstruida como un arco de triunfo, vista del lado exterior

La Puerta Celimontana (en latín: Porta Caelimontana) es una de las puertas de la muralla serviana, ubicada entre la Puerta Querquetulana y la Puerta Capena. Fue reconstruida a principios del siglo I en forma de un arco triunfal romano: el arco de Dolabela y Silano (en latín: Arcus Dolabellae et Silani).

## Ubicación
La puerta está en el Celio, en la cima del Clivus Scauri, en la esquina norte del cuartel de los peregrinos, en la ruta de la Aqua Marcia, cerca de la actual iglesia de Santa Maria in Dominica.

## Historia
En 10 d. C., la puerta fue reconstruida en forma de arco triunfal por los cónsules Publio Cornelio Dolabela y Cayo Junio Silano.  El arco probablemente se construyó con motivo de la restauración de la red de acueductos de la ciudad bajo Augusto, como el arco de Léntulo y Crispino, para sostener una sección de la Aqua Marcia. Posteriormente, Nerón lo reutilizó al construir una rama de la Aqua Claudia.

## Descripción
El arco de un tramo está hecho de travertino y lleva una rama del acueducto Aqua Marcia2. El pasaje arqueado mide 4 metros de ancho y 6.56 metros de alto. Bajo el pilar norte se encontraron bloques de toba de Grotta Oscura, típicos de los materiales utilizados en la muralla serviana. El arco está decorado con dos cornisas y el ático lleva una inscripción que identifica a sus patrocinadores..
| Transcripción de la inscripción                                                                                                   |
| --- |
| P. CORNELIVS P.F. DOLABELLA C. IVNIVS C.F. SILANVSFLAMEN MARTIAL(IS) CO(N)S(VLES) EX S.C.FACIVNDVM CVRAVERVNT IDEMQVE PROBAVERVNT |

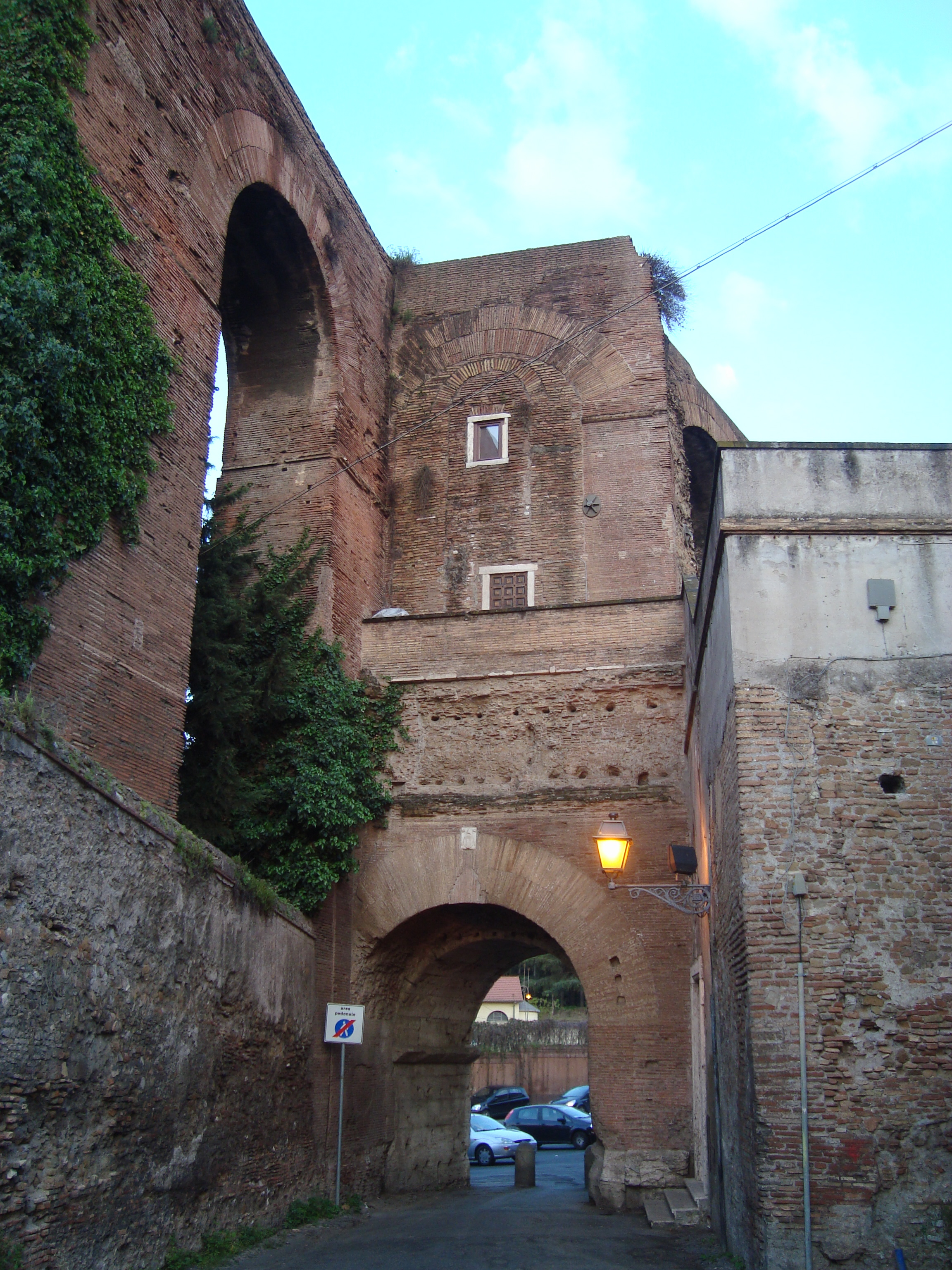
Vista del lado interior de la Puerta Celimontana
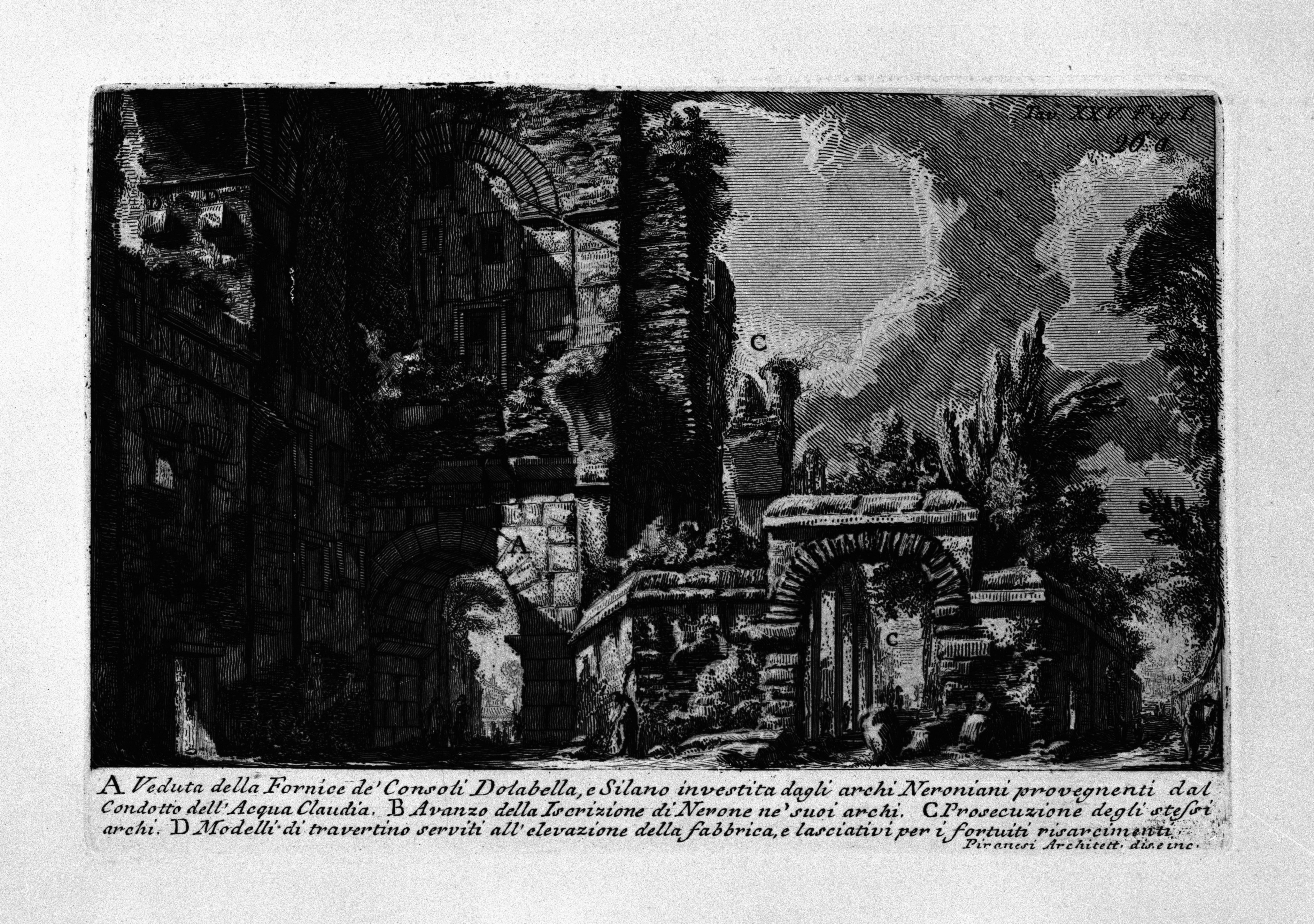
El arco de Dolabela y Silano, y arco de la Aqua Marcia en un grabado de Piranesi